# IS〈Infinite Stratos〉
《IS〈Infinite Stratos〉》（日语：IS 〈インフィニット・ストラトス〉），也称为《无限斯特拉托斯》，是弓弦出創作的日本轻小说系列，曾因某些因素导致小说、漫画更换绘者，发行出版社由Media Factory变更為OVERLAP。Media Factory版本插画由okiura负责，OVERLAP新装版插画由CHOCO负责。台湾中文版均由尖端出版代理。

## 概要
- 由赤星健次作畫的漫畫版於2010年5月27日在《月刊Comic Alive》7月號開始連載。
- 動畫版於2011年1月在TBS電視、BS-TBS開始播放。並於2011年12月7日發售OVA Blu-ray&DVD 《IS安可「愛情戰火六重奏」》。[2]
- [何时？]在日本，小說至第6卷為止累計銷售量達120萬本[3]。之後，小說至第7卷為止累計銷售量達135萬本。
- [何时？]本作《MF文庫J》版第7卷後未見續集，截至2012年2月已停刷[4]、作者也自承出不了新刊[5]，《MF文庫J》10週年紀念亦排除本作[6]，無異宣告絕版。
- 2012年6月，作者宣布跳槽到講談社[7]，宣佈與新作並行執筆本作品[8]。另外，Media Factory已於2012年2月28日完成原作商標讓渡。[9]
- 2012年11月30日，動畫官網Twitter宣佈再啟動，由與Media Factory協力關係密切的OVERLAP出面參加Comic Market 83並販售原創商品[10]，作品商標也跟先前不同。
- 2012年12月29日，OVERLAP宣布成立《OVERLAP文庫》（OVL文庫），預定出IS原作小說新裝版，插畫家改為CHOCO，原作商標亦一併更換。
- 2013年4月8日，OVERLAP開設《OVERLAP文庫》創刊紀念活動特設網站，卻不慎洩露決定製作電視動畫新作的消息，之後修正。[11]同年4月20日正式宣佈。
- 2013年8月16日，作者應尖端出版邀請來台灣，在漫畫博覽會首度舉辦簽名會，並接受台灣媒體聯訪，透露未來將設定以台灣為形象的《IS》女性角色[12]。
- 2018年4月25日，作者在小説第十二卷尾聲中宣佈作品將在第十三卷完結，唯至今（2024年1月31日）仍未有出版。[13]。

## 故事簡介
只對女性有反應、世界最強的超級兵器“Infinite Stratos（IS）”。
因為IS的問世，性別平等被破壞，世界變成女尊男卑的社會。主角「織斑一夏」在高中的入學試驗誤入IS操縱者育成學校「IS學園」的試驗會場並意外地啟動了IS。成為全世界關注的「世界上唯一能操縱IS的男性」的一夏，被政府強制就讀向來只有女性的IS學園，在全校師生對他充滿好奇心的視線下，一夏波瀾壯闊校園生活就此展開。

## IS設定
IS正式名稱是“Infinite Stratos”。以宇宙活動為目的製作的多功能太空服，使用反作用力力翼、流動波的干涉等理論，所有IS皆可漂浮於空中。在“白騎士事件”展露出壓倒性的兵器性能後，轉變為軍事用的飛行強化服，成為各國軍事力量的指標。目前有1～4世代版本。
IS有許多謎團。特別是相當於心臟部分的IS核心的技術，除了已知會自我進化外全部沒有公開，完全是黑箱狀態。另外，因為不明的原因，除了織斑一夏外，只有女性能使用IS。
因唯一能製作IS核心的篠之之束博士停止製造的緣故，IS的總機數固定在467架（實際上指登入進國際IS機構的核心數量，實際數量不明），要製造新機型必須將舊機體解體、核心初始化。在小說第3本中的第3話—「站在條那境界線上」—（Thin Red Line）說明了在467架的IS裡面，實戰型IS佔了467架中的322架，而其餘145架就是供給各國研究機關或企業做為研究開發之用。而這些地方所研發出的許多實驗機體都交給IS學園的專用機持有者使用。在IS學園裡面計上教師使用機，訓練機以及專用機就佔了467架中的30架。而一夏等人入讀的一年級裡面，有專用機的人就有5人以上，以前最多似乎也只有3人。而專用機之所以有這麼多人在一年級，似乎是因為第三世代專用機持有者原本就設定得比較多、和世界出現了「全世界唯一可以使用IS的男性」織斑一夏，這使各國也紛紛動作頻頻。

### IS世代
第一世代
目標為「完成IS」的機體，現在已全數退役。
第二世代
發展裝備上的多樣化，擁有高穩定性。目前仍有大量第二世代機體服役。
第三世代
以實裝“使用操縱者的想像介面的特殊兵器”為目標，藍色之淚的BIT兵器、甲龍的空間壓縮兵器和黑雨的AIC力場均屬此類。目前各國投入大量資金和時間研究，但都只處於實驗機的階段。
第四世代
以“無需透過套件換裝就能對應全領域、全情況變化的萬能機”為目標，因為技術發展的幅度已經遠超各國能追趕的幅度，因此符合第四世代機種定義的目前只有篠之之束博士親自製造的“紅椿”與“白式”二部機體。

### IS的相關機能
PIC（被動慣性中和器）（Passive・Inertial・Canceller）
IS的基本系統，能夠消除物體慣性的裝置。IS以此進行浮游、姿勢控制、加速、減速等三次元動作。黑雨搭載的AIC為此裝置的發展型。
絕對防禦
每架IS都有裝備，其功能是避免操縱者死亡的強大護盾，在IS判斷危及操縱者性命時會強制發動。幾乎可抵禦任何攻擊但能量消耗極為驚人，在比賽中發動此能力通常也意味著因能量歸零而落敗。
套件（Package）
IS更換用的裝備部件，以應對不同的狀況。套件可包括武器，追加的裝甲，推進器等裝備。
核心網路
為了能在遼闊的宇宙中掌握彼此位置，所有的IS都通過一個被稱為“核心網路”的特殊情報網連接起來，藉此進行定位，當遇到想避開核心網路定位的時候，可以使用潛伏模式。
固有特殊能力（ワンオフ・アビリティー，単一仕様能力）
指IS操縱者的精神與IS同步到最高境界時所能發揮的特殊能力，每一架IS的能力都不一樣。一般在機體進化到第二形態後才會出現，但沒出現此能力的IS佔壓倒性的多數。白式與紅椿這兩架機體則完全是特例，在第一形態就能發動。
VT系統
即「女武神回溯系統（Valkyrie Trace System）」 在阿拉斯加條約中規定禁止任何國家、企業和組織進行研究。此系統裡搭載著過去世界大賽各部門優勝者的動作紀錄。小說第二卷中，黑雨就是因為這系統而暴走，模擬出織班千冬的外貌和劍術招式。
展開裝甲
白式（第一型態）的雪片貳式和紅椿的全身裝甲使用的第四世代IS裝備，可對應攻擊、防禦、機動等需要進行切換，例如白式（第二型態）的雪羅就具有巨爪（格鬥）、粒子炮（射擊）和盾牌（防禦）三種型態。

### IS以外的兵器
剥離劑
能強行解除裝備中IS的強力武器，但有明顯缺陷。不只曾被解除過的IS會產生抗性，無法再生效第二次，還會讓被解除的IS追加遠端召回的功能，受到剥離的操縱者可當場將IS喚回重新裝備。
EOS（外骨骼攻性機動裝甲）
聯合國正在開發的動力裝甲。全稱Extended Operation Seeker，其主要目的是用於災害時的救援行動，或者是維和行動之類。其被設想了各種各樣的用途。

## 登場IS

### IS專用機
國家或企業代表以及代表候補生才會有的專用機體。為了能夠讓操縱者可以順利的、完全的使用，因此採量身訂做，以發揮IS本身的全力。一夏和箒因身分特殊，也擁有自己的專用機。
白式
一夏的第四世代IS。近戰格鬥特化型機體，專門為這位「全世界唯一能操縱IS的男人」所準備的。原型為日本的IS企業所製作，但因無法啟動而廢棄，後經由篠之之束博士改造。由於「零落白夜」這項能力的關係，經常會發生能源不足的問題，算是台缺陷機。
進化到第二形態後，背後裝備四台大型翼狀推進器，可以做出二段瞬時加速，而且充電時間只需要原本的三分之二，最快速度增加50%，左手追加新武器「雪羅」，並具有治療操縱者傷勢的能力，但能量消耗比第一型態還嚴重。
核心編號001，是從做為世界上第一台IS的「白騎士」移植而來。
One-off ability：
是能夠將能量無效化的能力，可以無視對方能量防護罩直接攻擊本體，強制對方IS發動絕對防禦。但此能力本身也極為耗能，可說是一把雙面刃。
主要武器：
「雪片貳式」：
太刀外型的實體刃，佔據白式所有的裝備擴充槽，是白式初期唯一的武器。發動「零落白夜」時刀身外型會改變，並展開巨大的能量刃，是第一個將「展開裝甲」實用化的武裝。
「雪羅」：
白式進化到第二型態後衍生出的新武器，將「展開裝甲」活用於射擊、防禦、格鬥的多功能武裝手腕，可發射荷電粒子炮、展開具有零落白夜效果的能量護盾與能量爪。
待機狀態是護腕。
紅椿
箒的第四世代IS，小說版第3集（動畫第十集）登場。篠之之束做為送給親妹妹的生日禮物，專門打造的專用機，與一夏的白式成對，是以兩方同時運行的前提而設計。
全身裝甲都是已在「雪片貳式」上實用化的「展開裝甲」，完全不需更換套件也可對應攻擊、防禦、機動等多方面需求。在規格上擁有壓倒第三世代IS的高性能。
One-off ability：
與白式的「零落白夜」完全相反，能將微量的能量增幅到最大，可用來回復能源，而且只需簡單的碰觸就能將能源讓渡給其他IS。紅椿的高性能是以發動此能力為前提做的設計，若是無法發動，會有不下於白式的耗能問題。箒一直到小說第6卷末，小說第七卷才能隨意發動這項能力。
主要武器：雙刀
「雨月」（右）：
使用突刺時會釋放集中型的光束，射程與步槍差不多，屬單體攻擊武器。
「空裂」（左）：
使用斬擊時會釋放範圍型的光刃，用於攻擊複數目標，屬群體攻擊武器。
其他武器：
「穿千」（雙肩）
輸出功率可變式來複槍，是在最大射程內非常優秀的點突破型射擊裝備。
待機狀態是有附有成對的金色和銀色鈴鐺的紅繩，箒平時都纏在左腕上。
藍色之淚
西西莉亞的第三世代IS。為了進行「Bit兵器」的實驗與取得數據而開發，試作機的意味濃厚。攻擊是屬於中程型遠距離射擊，適合一對多戰鬥，由於武裝以能量攻擊為主且缺乏實彈類武裝，因此白式的「零落白夜」或具有類似效果的能力與裝備是其剋星。
主要武器：
「攔截者」：
藍色之淚的肉搏戰武器，短刀外型的實體刃。因為西西莉亞的戰法以射擊戰為主而不常被使用，呼叫所花費的時間也較長。
「星光Mk-3」：
藍色之淚的主力武裝，大型光束狙擊步槍。
「藍色之淚」：
Bit型兵器，也是機體名的由來。合計共六枚浮游感應炮（掛在背翼上的四枚為光束發射器樣式，另外兩枚掛於腰後，是導彈發射器樣式），平時作為推進器使用，展開後能進行三維全方位攻擊。展開期間西西莉亞必須集中精神控制Bit的行動，因此難以使用其他武裝進行連攜攻擊、操作者在這個階段也格外脆弱。操作者與機體達到最大同步時能控制自身的光束軌道使bit射出的光束彎曲形成曲射，在小說內以「偏光射擊」稱呼這種技巧。
其他武器：
高機動套件「攻擊槍手」：
所有Bit被移到腰部並封鎖射擊機能，完全作為推進器使用。
「星塵射手」：
與銀色福音交戰時使用，全長兩公尺左右的大型光束步槍。
「藍色穿刺」：
沉默西風交戰時使用的大輸出力光束步槍。
待機狀態是耳環。
甲龍
凰鈴音的第三世代IS。屬於近遠戰混合型，與其他第三世代IS不同，是一架以安定性與能源效率為優先的實驗機。
主要武器：
「雙天牙月」：
甲龍的肉搏戰武器，兩把一組的大型青龍刀，連結後可作為投擲武裝使用、並具有一定程度的自動追蹤功能。
「龍咆」：
空間壓縮兵器，運作原理是對空間施加壓力製做出炮身，在「炮身」內壓製並擊發出具備衝擊力的砲彈的射擊武裝。整套系統除了基部以外的結構都是由「空間」構成，因此幾乎沒有射擊死角，炮身、砲彈與彈道也無法用肉眼補捉。
動畫中修改部份設定，炮身肉眼看不見，但砲彈從壓製到擊發的過程與彈道均可以用肉眼捕捉。
其他武器：
機能增幅套件「崩山」：
與銀色福音交戰時使用，衝擊砲由兩門增加至四門，砲彈特性從原本的「不可視的炮彈」變化為「纏繞紅色火焰的砲彈」，破壞力大幅度增強。
動畫中的修改參照「龍咆」。
待機狀態是手環。
疾風・里凡穆・訂製Ⅱ
夏洛特的第二世代IS，使用「疾風之再誕」修改而來。移除大部份裝備、只保留幾項基本裝備，使擴充槽增加為原本的兩倍，能收納多達20件的套件。
本機安裝大量實體武器，配合操縱者夏洛特的特殊技能「高速切換」與戰技「沙漠幻影 （ミラージュ・デ・デザート ／ Mirage de Désert）」，能徹底展現「靈活運用大量套件對應各種戰況」的設計初衷，為目前最強等級的第二世代IS。
主要武器：
「麵包切片器」：
疾風・里凡穆・訂製Ⅱ的肉搏戰武器，短刀外型的實體刃。
「風」（仿製 TAR-21突擊步槍）：
55口徑突擊步槍，標準規格彈匣的容量為16發子彈。
「加姆」（仿製 FN P90衝鋒槍）：
61口徑衝鋒槍。
「星期六之雨」：
62口徑霰彈槍，本機配備兩把此型號的槍械。
「灰色鱗殼」：
69口徑左輪衝樁機，通稱「護盾殺手（Shield Pierce）」- 隱藏在盾牌內的最後王牌。前半段結構類似破碎鎬、後半段結構類似左輪手槍，能透過後半段的轉輪結構快速更換發射藥包來實現連續打擊。
「沙漠之狐」：
五九口徑重機關槍。
「突擊刃」：
突擊刃。
其他武器：
防護套件「花園窗簾」：
與銀色福音交戰時使用，套件包含實體盾兩枚、能源盾兩枚，安裝套件後的疾風・里凡穆・訂製Ⅱ具備能在短時間內抵擋「銀色福音」銀之鐘全力射擊的防護力。與夏洛特的特殊技能「高速切換」配合使用可以在防禦間進行攻擊，實現攻防一體的戰鬥方式。
待機狀態是項鍊。
黑雨
蘿拉的第三世代IS。屬於砲擊型機體，機體名「Schwarzer・Roegen」為德文的「黑雨」之義。
因為蘿拉意外滿足VT系統的啟動條件而失控，機體先是如熔化般解體，將蘿拉包覆後再發生變形，變形後使用「雪片」的複製品作為武器，被白式以零落白夜重創後使用備用零件修復。
小說版與動畫版VT系統啟動後的外觀差異：
小說版本：大致保持蘿拉的體態，手臂與腿部僅包覆最低限度的裝甲，頭部被全罩式傳感器覆蓋，使用「雪片」的複製品作為武器。
動畫版本：體型巨大化，外型擬態為織斑千冬著裝IS後的模樣，武器同上。
主要武器：
「電漿手刀」：
黑雨的肉搏戰武器，安裝於雙臂外側，啟動時會展開粒子刃。
「有線導引刃」：
具備「索」與「刃」兩種特性的遙控兵器，合計六枚（肩部兩枚、後腰部四枚）可以選擇用前端的刃切割、或用後付的索綑綁目標兩種攻擊方式。
「大型磁軌加農砲」：
黑雨的主力武裝，80口徑的大口徑磁軌砲。
「慣性停止結界」：
正式名稱為「Active Inertial Canceller（簡稱AIC）」的特殊領域，可以強行停止砲彈、空間壓縮兵器、甚至是目標IS的一切肢體動作，但必須把意識集中在欲停止的目標上才能保持效果。
其他武器：
「VT系統」：
隱藏在黑雨內部的程序，以「機體損害到達D級」、「操縱者的負面情緒（戰鬥中敗北的悔恨與隨之而來的憤怒）到達頂點」兩項條件作為啟動的鑰匙，經由操縱者允諾後正式啟動，失控事件後將程序移除，詳見VT系統。
砲戰套件「戰車砲兵」：
與銀色福音交戰時使用，換下原本搭載於右肩的一門磁軌加農砲，在兩肩各搭載一門磁軌加農砲「雷擊」使砲門數增加為兩門，並增設兩枚實體盾來防護機體的左右側與正面，做為對應遠距離砲擊、狙擊的防禦對策。
動畫中變更套件內容，取消護盾設定、將兩門磁軌加農砲的設定改成一門長砲身的磁軌加農砲（仍安裝於右肩外側），並在砲尾增加可活動的接地腳架以對應射擊產生的後座力。
待機狀態是黑色綁腿。
霧纏的淑女
楯無的第三世代IS，由俄羅斯製造，以前的名稱是「莫斯科的濃霧」。外部的裝甲結構比其他IS少很多，主要武器是騎士長矛與蛇腹劍以及「奈米機械生成的液態水構成的液狀區域」，這層液狀區的用途很廣，除了能進行攻擊、防禦與構成武器外，尚可以製造自己的替身、甚至化為霧狀（散佈距離有限）將對手包覆後，以奈米機械對霧狀水加熱使之瞬間氣化，以高溫蒸氣做零距離攻擊“清澈熱情”，在狹窄的區域與室內空間中有著極強的戰力，機體塗裝為水藍色。
顫慄獠牙
美國製造的第三世代IS，設計理念與「甲龍」相同，注重安定性與能源效率，武器是可投擲的刀與自機的拳，能透過個別使用四具噴射器進行連續瞬間加速，機體塗裝為虎紋。
打鐵二式
簪的專用IS，改良自量產型的「打鐵」。近戰武器是類似雉刀的長柄光刃，遠程則有與白式一樣的電荷粒子砲，還有導引飛彈。

### 訓練用IS
打鐵
純日本製、量產型的第二世代IS。性能穩定，使用方便，被IS學園採用為學生的練習機。
疾風・里凡穆
迪努亞公司開發的第二世代IS，通稱「里凡穆」。主打操縱性與泛用性，能搭配的裝備相當多樣，主要的外觀特徵為深色塗裝與背後的四片多方向加速翼，在IS學園中為織斑千冬以外所有教師用機。原文的「Rafale・Revive」為法語中「疾風・重生」的意思。
主要武器：
「赤弹」：
美国克劳斯公司制作的实弹枪枝，因为实用性和可信赖度很高，所以是被许多国家采用为制式武器的主要款式。

### 軍用IS
銀色福音（シルバリオ・ゴスペル，Silverlio Gospel））
美國和以色列共同開發的第三世代型軍用IS，擁有比其它第三世代IS更強的性能，為大型推進器和大面積射擊武器集成的新系統。主要武裝「銀之鐘」可以從背後的雙翼射出如同羽毛般的銀色能量彈進行全方位射擊，且有類似防空砲的濺射傷害。在進化到第二型態後背後的雙翼會變成八片由能源構成的羽翼，各方面性能都會提升，可用能源翼包圍對方使出零距離的「銀之鐘」轟炸。
在夏威夷進行測試運轉時暴走，由正在臨海學校的一夏、箒和其它四名專用機持有者壓制成功。操縱者是娜塔莎・菲爾斯（在動畫版則為無人機）。
黑枝（Schwarzer Zweig）
德國開發的的第三世代型IS，「黑雨」的姐妹機，機體名「Schwarzer Zweig」為德文的「黑枝」之義，已被部署於德國的特殊部隊中。

### 亡國機業
亞拉喀涅（Arachne）
第二世代IS，亡國機業以不明方式自美國搶奪而來，背部裝備八支裝甲腳，能展開獨立的PIC，有著模仿蜘蛛的獨特外形，機體塗裝為黃色與黑色。為了在學園祭進行「白式強奪」而使用，在戰鬥中核心被逼急的操縱者抽出、讓核心外的零件自爆以掩護自己逃脫。目前已將核心重新插入，但讓核心重新適應機體需花費大量時間而陷入不能啟動的狀態。
機體名「Arachne」取自希臘神話中與女神雅典娜進行織布比試，卻因技高一籌（另一說為：其成品暗指宙斯下降人間亂玩女人，觸怒雅典娜）而被變成蜘蛛的凡人女性，「Arachne」一詞同時也是蜘蛛的學名「Arachnida」的詞源。
沉默西風（Silent Zephyrus）
M的第三世代IS，亡國機業以不明方式自英國搶奪而來，繼藍色之淚之後的第二台Bit搭載實驗機，以運用「藍色之淚」所獲得的數據為基礎製造，頭部感知器與背部推進器大型化、機體顏色略深於藍色之淚。能夠做出讓光線曲折的偏光控制射擊（在Bit兵器中屬於高難度的射擊技巧），擁有令西西莉亞與藍色之淚陷入苦戰的強大戰力。
機體名中的「Zephyrus」取自希臘神話中的西風神，該神在四位風神（Anemoi，古希臘文：Ἄνεμοι，「風」之義）中是最溫和的，被認為是宣告春天來臨的豐收之風。
主要武器：（除下列武器之外，尚存在一門未確認的小型格林機關砲）
「無名短刀」[] 错误：{{Lang}}：无文本（帮助）：
具備切開「慣性停止結界」並解除其效果的特殊能力，正式名稱不明，顏色為粉紅色系。
「星塵粉碎者」：
沉默西風的主力武裝，同時具備實體彈與光束能源射擊能力的大型槍刃。
「能源保護傘」：
Bit型兵器，合計共六枚浮游感應炮（六枚都是光束發射器樣式，掛載位置不明），與「藍色之淚」的機能差異在於能讓能源在砲口處展開形成一面光束護盾、並在內部搭載高性能炸藥，除了射擊外亦能做防禦與特攻武器使用。操作者與機體達到最大同步時能控制自身的光束軌道使Bit射出的光束彎曲形成曲射，在小說內以「偏光射擊」稱呼這種技巧。
待機狀態不明。

### 其他
白騎士（White knight）
世界上第一台IS，操控者為千冬，不過沒有對外公開。在白騎士事件中展現出完全壓倒現代兵器的性能後，機體解體供各國研究，但核心在某次襲擊事件不知去向。之後指出「白式」使用的核心正是這顆不知去向的核心。
黒騎士（Black knight）
M在第2季最終話使用的機體，整體輪廓與「沉默西風」的外形非常相似，但中央人體部位的構造卻又和「白騎士」如出一轍，是篠之之束在知道M的身份後給她的。
暮櫻（くれざくら）
在白騎士之後被製造，千冬使用過的第二台IS，具備單一式樣能力「零落白夜」。
目前核心與機體處於IS學園地下封印著。
魔像Ⅰ型（Golem Ⅰ）
一夏與鈴音進行班級對抗賽時突然闖入，擁有著未登錄的核心，外形怪異手臂粗壯如同鐵之巨人般的IS，使用大型光線武器。
在被摧毀後機體已被回收，由篠之之束製作的無人操縱型IS。
魔像Ⅲ型（Golem Ⅲ）
小說第七本中出現的五架無人IS，魔像Ⅰ型的升級版，特徵是可做出人類做不出的動作，全部的核心都是篠之之束新製作並未登錄的核心。
左手是與Ⅰ型相同裝備大型光線武器的巨大手臂，右手則是近戰格鬥用的大劍，裝備防禦型Bit。
在接觸到其他IS時會放出特殊電波干擾能量防護罩，可以直接攻擊操縱者，被認為是對IS用的IS。
五架機體都被摧毀後，其中兩個完好無缺的核心應千冬的要求藏在IS學園裡，並對外宣稱核心都已被摧毀。

## 名詞解釋

### 條約、規定與制度
阿拉斯加條約
正式名稱「IS運用協定」，各國共同製定的IS運用限制條約，目前故事中已提及的主要有以下幾點：
1. IS不可用作軍事用途
2. IS的研究成果為共享資料
3. 禁止研究（或使用）女武神回溯系統（Valkyrie Trace System）

MONDO‧GROSSO
21個國家和地區參與IS對戰的世界大會，三年舉辦一次。各部門的優勝者會被稱為「女武神（Valkyrie）」，綜合優勝者會得到最強的稱號「布倫希爾德」。
女性保障優先制度
為導致世界變成女尊男卑社會的制度。
由於IS只能夠由女性來操縱，世界各國實施了類這似制度，從而令「女性等於偉大」。可怕的是，女性一概支持宣傳中的胡言亂語。
相對的，男性會被女性使喚或毆打，地位非常的低。

### IS學園
IS學園
位於日本的IS操縱者育成學校，範圍內並不屬於任何國家，法律上也不適用於任何國家法規，學園內有自己的法律，少部分還是適用於日本國法。但由日本政府提供資金援助，物資經軍艦運入內。
學園內備有數個競技場，供IS競賽用。場外有能量壁保護觀眾。
組成結構：共有3個年級，合計約120人。專用機持有者1年級生7人、2年級生2人、3年生級只有1人。
服飾
學院對著裝沒有嚴格限制，可以根據身形和愛好對校服做出修改，不同年級以領結的顏色區分：一年級是藍色，二年級是黃色，三年級則是紅色。
班級對抗賽
5月舉辦。
年級個人錦標賽
6月底舉辦。

### 事件
白騎士事件
於小說第三集交代：故事本篇的十年前，篠之之束博士發佈了IS，但世人並未認同IS擁有凌駕於一國的軍事實力之上的性能。一個月後，束博士本人為了讓IS受世界關注。匿名入侵各國系統，向日本發射大量導彈，並讓第一世代IS“白騎士”前往迎擊。結果，單單一台第一世代IS就攔截了2341枚導彈，並擊破了各國派出威力偵查的戰鬥機207架、巡洋艦7艘、航空母艦5艘和監視衛星8顆，而且整個事件的死者人數為零。世界受IS的壓倒性性能所震撼，最後制定了IS運用的限制條約－《阿拉斯加條約》。

### 組織・企業
國際IS委員會
倉持技研
白式的開發機構。
亡國機業
名稱在小說第五卷出現，是在二次大戰期間成立，已有超過五十年歷史的龐大組織，不屬於任何國家也無任何的宗教信仰，甚至是由哪一民族發源都不明，其目的、規模、存在理由也都不明，如同亡靈般的組織。
無名士兵（unnamed）

## 出版書籍

### 輕小說
| 卷數          | Media Factory→OVERLAP | Media Factory→OVERLAP                                   | 尖端出版       | 尖端出版                                           |
| 卷數          | 發售日期              | ISBN                                                    | 發售日期       | ISBN / EAN                                         |
| Media Factory | Media Factory         | Media Factory                                           | Media Factory  | Media Factory                                      |
| ------------- | --------------------- | ------------------------------------------------------- | -------------- | -------------------------------------------------- |
| 1             | 2009年5月31日         | ISBN 978-4-8401-2788-2                                  | 2010年11月9日  | ISBN 978-957-10-4392-0                             |
| 2             | 2009年8月31日         | ISBN 978-4-8401-2870-4                                  | 2011年2月9日   | ISBN 978-957-10-4434-7                             |
| 3             | 2009年12月31日        | ISBN 978-4-8401-3086-8                                  | 2011年4月20日  | ISBN 978-957-10-4496-5                             |
| 4             | 2010年3月31日         | ISBN 978-4-8401-3179-7                                  | 2011年6月18日  | ISBN 978-957-10-4549-8                             |
| 5             | 2010年6月30日         | ISBN 978-4-8401-3428-6                                  | 2011年8月10日  | ISBN 978-957-10-4577-1                             |
| 6             | 2010年12月31日        | ISBN 978-4-8401-3516-0                                  | 不適用         | 不適用                                             |
| 7             | 2011年4月8日          | ISBN 978-4-8401-3856-7                                  | 不適用         | 不適用                                             |
| OVERLAP       |                       |                                                         |                |                                                    |
| 1             | 2013年4月25日         | ISBN 978-4-906866-05-2                                  | 2013年6月11日  | ISBN 978-957-10-5235-9                             |
| 2             | 2013年4月25日         | ISBN 978-4-906866-06-9                                  | 2013年6月11日  | ISBN 978-957-10-5236-6                             |
| 3             | 2013年5月23日         | ISBN 978-4-906866-07-6                                  | 2013年7月17日  | ISBN 978-957-10-5274-8                             |
| 4             | 2013年6月25日         | ISBN 978-4-906866-08-3                                  | 2013年7月17日  | ISBN 978-957-10-5275-5                             |
| 5             | 2013年7月25日         | ISBN 978-4-906866-09-0                                  | 2013年8月12日  | ISBN 978-957-10-5319-6                             |
| 6             | 2013年8月25日         | ISBN 978-4906866-10-6                                   | 2013年9月18日  | EAN 4717702257255（特裝版） ISBN 978-957-10-5320-2 |
| 7             | 2013年8月25日         | ISBN 978-4906866-11-3                                   | 2013年10月18日 | EAN 4717702257675（特裝版） ISBN 978-957-10-5344-8 |
| 8             | 2013年4月25日         | ISBN 978-4-906866-04-5（特裝版） ISBN 978-4-9068-6612-0 | 2013年12月31日 | EAN 4717702258566（特裝版） ISBN 978-957-10-5430-8 |
| 9             | 2014年4月25日         | ISBN 978-4-906866-36-6                                  | 2014年8月12日  | EAN 4717702261993（特裝版） ISBN 978-957-10-5648-7 |
| 10            | 2015年7月25日         | ISBN 978-4-86554-046-8                                  | 2016年5月12日  | ISBN 978-957-106-559-5                             |
| 11            | 2017年5月25日         | ISBN 978-4-86554-213-4                                  |                |                                                    |
| 12            | 2018年4月25日         | ISBN 978-4-86554-336-0                                  |                |                                                    |

### 漫畫版
IS〈Infinite Stratos〉
作畫：赤星健次，在2010年7月號的《月刊Comic Alive》開始連載（正式連載2010年8月號）。從第3話（連載第4回）開始，由Zengo!協力製作構成。全5卷。
| 卷數 | Media Factory  | Media Factory          | 尖端出版      | 尖端出版             |
| 卷數 | 發售日期       | ISBN                   | 發售日期      | EAN                  |
| ---- | -------------- | ---------------------- | ------------- | -------------------- |
| 1    | 2010年12月22日 | ISBN 978-4-8401-3717-1 | 2011年9月4日  | EAN 471-7702-24210-7 |
| 2    | 2011年3月23日  | ISBN 978-4-8401-3772-0 | 2012年1月13日 | EAN 471-7702-24509-2 |
| 3    | 2011年9月22日  | ISBN 978-4-8401-4043-0 | 2012年4月20日 | EAN 471-7702-24592-4 |
| 4    | 2012年1月23日  | ISBN 978-4-8401-4401-8 | 2012年7月20日 | EAN 471-7702-24939-7 |
| 5    | 2012年9月21日  | ISBN 978-4-8401-4722-4 | 2013年1月17日 | EAN 471-7702-25271-7 |

IS！
作畫：今拓人，其四格漫畫在2011年2月號的《月刊Comic Alive》上開始連載。
| 卷數 | Media Factory | Media Factory          |
| 卷數 | 發售日期      | ISBN                   |
| ---- | ------------- | ---------------------- |
| 1    | 2011年9月22日 | ISBN 978-4-8401-4044-7 |
| 2    | 2012年9月21日 | ISBN 978-4-8401-4723-1 |

IS〈Infinite Stratos〉
作畫：結城焰，新漫畫版在2013年6月號小學館的《月刊Sunday Gene-X》雜誌重新開始連載。
| 卷數 | 小學館         | 小學館                 | 尖端出版       | 尖端出版             |
| 卷數 | 發售日期       | ISBN                   | 發售日期       | EAN / ISBN           |
| ---- | -------------- | ---------------------- | -------------- | -------------------- |
| 1    | 2013年11月19日 | ISBN 978-4-09-157360-5 | 2014年11月19日 | EAN 471-7702-26316-4 |
| 2    | 2014年6月19日  | ISBN 978-4-09-157379-7 | 2015年1月9日   | EAN 471-7702-26472-7 |
| 3    | 2014年12月19日 | ISBN 978-4-09-157400-8 | 2016年6月3日   | ISBN 9789571067551   |
| 4    | 2015年7月17日  | ISBN 978-4-09-157422-0 | 2016年9月21日  | ISBN 9789571068886   |
| 5    | 2016年7月19日  | ISBN 978-4-09-157452-7 | 2016年11月22日 | ISBN 9789571070391   |
| 6    | 2017年8月18日  | ISBN 978-4-09-157494-7 |                |                      |
| 7    | 2019年9月19日  | ISBN 978-4-09-157574-6 |                |                      |

IS Sugar & Honey
作者：ひつじたかこ，自2013年6月25日起開始連載，以夏綠蒂為主角的漫畫外傳。全2卷。
| 卷數 | OVERLAP        | OVERLAP                | 尖端出版       | 尖端出版             |
| 卷數 | 發售日期       | ISBN                   | 發售日期       | EAN                  |
| ---- | -------------- | ---------------------- | -------------- | -------------------- |
| 1    | 2013年12月25日 | ISBN 978-4-906866-51-9 | 2014年12月12日 | EAN 471-7702-26385-0 |
| 2    | 2014年9月25日  | ISBN 978-4-86554-004-8 | 2015年2月17日  | EAN 471-7702-26539-7 |

### 畫集
- OVERLAP出版。
  - ，ISBN 978-4-906866-57-1，2014年1月25日出版。

## 廣播劇CD
由OVERLAP發行特製小說CD包的商品之一，聲優同電視動畫，內容為同捆短篇小說。
特製小說CD包：
1. 弓弦筆下短篇小說 《花就是花如花》。
2. 廣播劇CD（約30分）
3. B2布畫（限定版）
4. 特製文件夾
5. 特製大購物袋（限定版）

限定版於2012年12月29～31日期間在Comic Market 83販售；通常版則是同年12月30日開始發售。

## 電視動畫
2011年1月到3月底間由TBS、BS-TBS播放。全12話。海外版均收錄OVA《IS安可「愛情戰火六重奏」》。
第二季動畫於2013年10月3日深夜1點58分在TBS電視台開播，名称为Infinite Stratos 2。

### 製作人員
|            | 第1期                                 | 第2期                        |
| ---------- | ------------------------------------- | ---------------------------- |
| 原作       | 弓弦出                                | 弓弦出                       |
| 人物原案   | okiura                                | CHOCO                        |
| 導演       | 菊地康仁                              | 菊地康仁                     |
| 系列導演   | -                                     | 登坂晋                       |
| 系列構成   | 志茂文彦                              | 弓弦出、Infinite Staff       |
| 編劇       | 志茂文彦、富岡淳廣、北條千夏          | Ichiba絲、服部里驅、鴻野貴光 |
| 人物設定   | 倉嶋丈康                              | 堀井久美                     |
| 機械設定   | 高倉武史                              | 高倉武史                     |
| 機械設定   | -                                     | 麦谷興一                     |
| CG導演     | 井野元英二                            | 井野元英二                   |
| 美術監督   | 吉原俊一郎                            | 吉原俊一郎                   |
| 色彩設計   | 中山久美子                            | 村上智美                     |
| 攝影監督   | 荒幡和也                              | 田中恒嗣                     |
| 剪輯       | 木村佳史子                            | 木村佳史子                   |
| 音響監督   | 中島聰彦                              | 中島聰彦                     |
| 音響監督   | 三間雅文                              | -                            |
| 音樂       | 七瀨光                                | 七瀨光                       |
| 音樂制作   | Lantis                                | Lantis                       |
| 製片人     | 岩崎篤史、田中豪                      | 岩崎篤史、田中豪             |
| 製片人     | 金田一健、小池克實 高橋直美、土井美佳 | 櫻井優香、石塚正俊           |
| 動畫製片人 | 葛西励                                | 葛西励                       |
| 動畫製作   | 8bit                                  | 8bit                         |
| 製作協力   | Media Factory                         | OVERLAP                      |
| 製作協力   | Lantis、8bit、索尼音樂傳播            |                              |
| 製作       | Project IS、TBS                       | Project IS、TBS              |

### 主題曲
第1季
片頭曲
「STRAIGHT JET」
作詞、歌：栗林美奈實，作曲、編曲：菊田大介
※第9話作為插曲使用。
※OVA
片尾曲
「SUPER∞STREAM」
作詞：，作曲、編曲：山口朗彦
- 第1話 - 篠之之箒
- 第2話、第3話 - 篠之之箒、西西莉亞·奧爾科特
- 第4話、第5話 - 篠之之箒、西西莉亞·奧爾科特、凰鈴音
- 第6話、第7話 - 篠之之箒、西西莉亞·奧爾科特、凰鈴音、夏綠蒂·迪努亞
- 第8話以後 - 篠之之箒、西西莉亞·奧爾科特、凰鈴音、夏綠蒂·迪努亞、蘿拉·博德維希

（OVA）
作詞：，作曲、編曲：山田高弘，歌：篠之之箒（日笠陽子）
第2季
片頭曲
「True Blue Traveler」
作詞、歌：栗林美奈實，作曲、編曲：菊田大介
片尾曲
「BEAUTIFUL SKY」
作詞：，作曲、編曲：山口朗彦，歌：篠之之箒（日笠陽子）、西西莉亞·奧爾科特（尤加奈）、凰鈴音（下田麻美）、夏綠蒂·迪努亞（花澤香菜）、蘿拉·博德維希（井上麻里奈）、更識簪（三森鈴子）、更識楯無（斋藤千和）

### 各話列表
譯名以普威爾國際為主。
| 話數           | 日文標題 | 中文標題                              | 劇本                            | 分镜                                         | 演出                      | 總作畫監督        | 作畫監督                                                 | 原作冊數           |
| 第1季          | 第1季    | 第1季                                 | 第1季                           | 第1季                                        | 第1季                     | 第1季             | 第1季                                                    | 第1季              |
| -------------- | -------- | ------------------------------------- | ------------------------------- | -------------------------------------------- | ------------------------- | ----------------- | -------------------------------------------------------- | ------------------ |
| 第1話          |          | 同學都是女生                          | 志茂文彦                        | 菊地康仁                                     | 松田清                    | 倉嶋丈康          | 小倉典子                                                 | 第1冊              |
| 第2話          |          | 班代表決定戰！                        | 志茂文彦                        | 祝浩司                                       | 祝浩司                    | 倉嶋丈康          | 川崎愛香                                                 | 第1冊              |
| 第3話          |          | 轉學生是第二個兒時玩伴                | 志茂文彦                        | 林直孝                                       | 林直孝                    | 倉嶋丈康          | 杉村友和                                                 | 第1冊              |
| 第4話          |          | 決戰！班級對抗賽（League Match）      | 志茂文彦                        | 菊地康仁                                     | 吉澤俊一                  | 倉嶋丈康          | 猪狩崇                                                   | 第1冊              |
| 第5話          |          | Boy Meets Boy                         | 志茂文彦                        | 松田清                                       | 松田清                    | 倉嶋丈康          | 橋本貴吉                                                 | 第1、2冊           |
| 第6話          |          | 室友是金髮貴公子（Gentle）            | 志茂文彦                        | 山本裕介                                     | 米田光宏                  | 倉嶋丈康          | 町田真一                                                 | 第2冊              |
| 第7話          |          | Blue Days／Red Switch                 | 北条千夏                        | 祝浩司                                       | 山田弘和                  | 倉嶋丈康          | 尾崎正幸                                                 | 第2冊              |
| 第8話          |          | Find out my mind                      | 富岡淳廣                        | 福田道生                                     | 吉澤俊一                  | 倉嶋丈康          | 松田寬 高乘陽子                                          | 第2冊              |
| 第9話          |          | 抵達海邊是11點！（Oceans Eleven）     | 志茂文彦                        | 山本裕介                                     | 大野和寿                  | 倉嶋丈康          | 佐佐木貴宏 塚田浩德                                      | 第2、3冊           |
| 第10話         |          | 站在境界線上（Thin Red Line）         | 北条千夏                        | 松田清                                       | 河村智之                  | 倉嶋丈康          | 小倉寬之                                                 | 第3冊              |
| 第11話         |          | Get Ready                             | 富岡淳廣                        | 菊地康仁                                     | 米田和博                  | 倉嶋丈康          | 皆川一德                                                 | 第3冊              |
| 第12話         |          | 請問芳名（Your name is）              | 志茂文彦                        | 菊地康仁                                     | 松田清                    | 倉嶋丈康          | 入江篤、小美戶幸代 山本周平                              | 第3冊              |
| Encore （OVA） |          | 愛情戰火六重奏                        | 志茂文彦                        | 山本裕介                                     | 阿部達也                  | 倉嶋丈康          | 山村俊了 小美戶幸代                                      | 第4冊              |
| 第2季          |          |                                       |                                 |                                              |                           |                   |                                                          |                    |
| 第1話          |          | 一夏的回憶                            | Ichiba絲（英戶美津都）          | 寺東克己、登坂晉 清水空翔                    | 登坂晉                    | 堀井久美 清水空翔 | 平山圓 清水空翔                                          | 第4冊              |
| 第2話          |          | 戀愛☆舌下錠（Heart Painkiller）       | Ichiba絲（英戶美津都）          | 藤森一真                                     | 秋田谷典昭                  | 西澤真也          | 門智昭                                                   | 第5冊              |
| 第3話          |          | 玻璃鞋少女的透色和音                  | 服部里驅                        | 米田光宏                                     | 米田光宏                  | 西澤真也 堀井久美 | 近藤奈都子 國行由里江                                    | 第5冊              |
| 第4話          |          | 霧纏的淑女                            | 服部里驅                        | 福田道生                                     | 佐藤和麿                  | 清水空翔          | 小美戶幸代                                               | 第5冊              |
| 第5話          |          | Lovely Style                          | Ichiba絲（英戶美津都）          | 寺東克己                                     | 根岸宏樹                  | 西澤真也          | 西岡夕樹                                                 | 動畫原創 部份第6冊 |
| 第6話          |          | 少女的自尊                            | 鴻野貴光                        | 石倉賢一                                     | 森義博                    | 堀井久美 清水空翔 | 山內則康、小澤圓 實原登                                  | 動畫原創 部份第7冊 |
| 第7話          |          | 姊妹                                  | 服部里驅                        | 寺東克己                                     | 淺見松雄                  | 西澤真也 堀井久美 | 相坂直紀、武田薰 森田實、飯飼一幸                        | 第7冊              |
| 第8話          |          | Open Your Heart                       | Ichiba絲（英戶美津都）          | 阿部達也                                     | 石井和彥                  | 清水空翔          | 鯉川慎平 近藤奈都子                                      | 第7冊              |
| 第9話          |          | 英雄的條件                            | Ichiba絲（英戶美津都）          | 菊地康仁                                     | 西片康人                  | 西澤真也 堀井久美 | 福部憲知                                                 | 第7冊              |
| 第10話         |          | Cooking My Way                        | Ichiba絲（英戶美津都）          | 福田道生                                     | 根岸宏樹                  | 清水空翔          | 西岡夕樹、鯉川慎平 小美戶幸代                            | 動畫原創 部份第8冊 |
| 第11話         |          | 熱戀的京舞台 （Looking for Memories） | Ichiba絲（英戶美津都）          | 菊地康仁 福田道生                            | 久保山英一                | 堀井久美 西澤真也 | 志賀道憲 近藤奈都子                                      | 動畫原創           |
| 第12話         |          | 少女們的展翅（Girls Over）            | Ichiba絲（英戶美津都）          | 菊地康仁                                     | 菊地康仁                  | 堀井久美 清水空翔 | 近藤奈都子 小美戶幸代 鯉川慎平                           | 動畫原創           |
| OVA            |          | 分離解體的各個世界（World Purge）     | 服部里驅 Ichiba絲（英戶美津都） | 菊地康仁、登坂晋 神谷智大、福田道生 小島正士 | 登坂晋、黑田大輔 神谷智大 | 堀井久美 清水空翔 | 小美戶幸代、福永智子 神谷智大、野崎麗子 門智昭、熊田亞輝 | 第8冊              |

### 播放電視台
| 播放地區   | 播放電視台   | 播放日期                 | 播放時間（UTC+9）   | 所屬電視網         | 備註       |
| 第1季      | 第1季        | 第1季                    | 第1季               | 第1季              | 第1季      |
| ---------- | ------------ | ------------------------ | ------------------- | ------------------ | ---------- |
| 關東廣域圈 | TBS          | 2011年1月6日－3月31日    | 星期四 25:25－25:55 | TBS系列            | 制作電視台 |
| 中京廣域圈 | 中部日本放送 | 2011年1月13日－4月7日    | 星期四 26:00－26:30 | TBS系列            |            |
| 兵庫縣     | SUN電視台    | 2011年1月17日－4月4日    | 星期一 01:40－02:10 | 独立UHF局          |            |
| 京都府     | KBS京都      | 2011年1月19日－4月6日    | 星期三 01:00－01:30 | 独立UHF局          |            |
| 日本全國   | BS-TBS       | 2011年1月29日－3月26日   | 星期六 00:30－01:00 | TBS系列 BS數碼放送 |            |
| 第2季      |              |                          |                     |                    |            |
| 關東廣域圈 | TBS          | 2013年10月3日－12月19日  | 星期四 25:58－26:28 | TBS系列            |            |
| 兵庫縣     | SUN電視台    | 2013年10月9日－12月25日  | 星期三 24:30－25:00 | 獨立UHF局          |            |
| 中京廣域圈 | 中部日本放送 | 2013年10月10日－12月26日 | 星期四 27:13－27:43 | TBS系列            |            |
| 京都府     | KBS京都      | 2013年10月11日－12月27日 | 星期五 25:00－25:30 | 獨立UHF局          |            |
| 日本全域   | BS-TBS       | 2013年10月12日－12月28日 | 星期六 25:30－26:00 | TBS系列 BS數碼放送 |            |

### 藍光／DVD
| 卷数  | 發售日         | 收錄話         | 規格編號  | 規格編號  |
| 卷数  | 發售日         | 收錄話         | 藍光      | DVD       |
| 第1期 | 第1期          | 第1期          | 第1期     | 第1期     |
| ----- | -------------- | -------------- | --------- | --------- |
| 1     | 2011年3月30日  | 第1話－第2話   | ZMXZ-7041 | ZMBZ-7031 |
| 2     | 2011年5月25日  | 第3話－第4話   | ZMXZ-7042 | ZMBZ-7032 |
| 3     | 2011年6月22日  | 第5話－第6話   | ZMXZ-7043 | ZMBZ-7033 |
| 4     | 2011年7月27日  | 第7話－第8話   | ZMXZ-7044 | ZMBZ-7034 |
| 5     | 2011年8月24日  | 第9話－第10話  | ZMXZ-7045 | ZMBZ-7035 |
| 6     | 2011年9月21日  | 第11話－第12話 | ZMXZ-7046 | ZMBZ-7036 |
| OVA   | 2011年12月7日  | OVA            | ZMXZ-7047 | ZMBZ-7037 |
| BOX   | 2013年8月28日  | 全12話+OVA     | ZMAZ-8708 | ZMSZ-8709 |
| 第2期 |                |                |           |           |
| 1     | 2013年10月30日 | 第1話          | OVXA-0001 | OVBA-1001 |
| 2     | 2013年12月25日 | 第2話－第3話   | OVXA-0002 | OVBA-1002 |
| 3     | 2014年1月29日  | 第4話－第5話   | OVXA-0003 | OVBA-1003 |
| 4     | 2014年2月26日  | 第6話－第7話   | OVXA-0004 | OVBA-1004 |
| 5     | 2014年3月26日  | 第8話－第9話   | OVXA-0005 | OVBA-1005 |
| 6     | 2014年4月23日  | 第10話－第11話 | OVXA-0006 | OVBA-1006 |
| 7     | 2014年5月28日  | 第12話         | OVXA-0007 | OVBA-1007 |
| OVA   | 2014年11月26日 | OVA            | OVXN-0021 | OVBA-1020 |

## 遊戲
IS〈Infinite Stratos〉2 Ignition Hearts
- 使用平台：PlayStation 3 及PlayStation Vita
- 發售日期：2014年2月27日

類型：戀愛攻略冒險遊戲
本作发售有限定特典版、預約特典版及通常版三个版本。限定特典版附送夏洛特·迪諾亞睡衣白貓SD Figure及遊戲原聲帶CD，預約特典版中PS3版是「女主角們只穿浴巾的換裝用序號」而PS Vita版則是「女主角們泳裝的換裝用序號」，設外三个版本中都有早期封入特典一張篠之之箒的Fiveqross角色遊戲卡。
IS〈Infinite Stratos〉Versus Colors
- 使用平台：Personal Computer
- 發售日期：2014年12月

類型：3D對戰遊戲
所需配置：
OS：Windows®XP(32bit)／Vista(32bit)／7(32bit/64bit)
CPU：Intel® Core™ 2 Duo 系列以上
記憶體：1GB 以上
顯卡：NVIDIA® GeForce® 9600 系列以上
HD容量：2GB以上
其他：ADSL 1.0 Mbps 以上 持續連網

主題曲
「GALACTIC WORLD」
歌：栗林美奈實

## 评价

### 名作之壁
在一些相关爱好者论坛中，有人认为该作属于卖肉卖萌后宫机战为题材，毫无可取之处，却其动画改编的先行卷取得33813的总销量，成为2011年电视动画销量第3名，所以借此讽刺其他作品即使宣传和爱好者流传大量优点和良好评价，但碟片销量没能超过本作品的该销量的话，则那些优点根本算不上优点。因此本作品被讽刺为“名作”，其33813的总销量被爱好者形容为“名作之壁”，作为爱好者对其他作品销量的评价，如果有动画系列作品超过该总销量的话则被称为“破壁”。“名作之壁”、“名作”也常被形容为本作品。

## 註解
1. ↑  目前各國才剛展開第三世代機種的研究。
2. ↑  嚴格來說，只算準第四世代機體。
3. ↑  高速切換：夏綠蒂的特殊技能，將原本熟練者也需約1~2秒的武器呼叫時間縮短到只需一瞬間，進而可在戰鬥中呼叫、變更裝備。[16]
4. ↑  沙漠幻影：以為要白刃相交時突然拿槍出來射擊，想拉開距離時又突然換劍衝上來格鬥。一種既不黏著也不拉開，保持著一定的距離與攻擊節奏，不管攻防都極為高水準的穩定戰法。就像沙漠中的海市蜃樓般：「想靠近的時候卻愈來愈遠，想放棄的時候卻又突然變近，這水色的呼喚讓旅人忘記腳的疲勞，向著死亡的褐色走去」。[16]
5. 正式名稱為Schwarzer・Roegen，非Schwarzer・Regen。[21]
6. ↑  第10話以後，歌手相同，但唱歌順序不同。
7. ↑  收录第1话的40分钟加长版「Long Vacation EDITION」。

## 外部連結
- MF文庫J官方網站（页面存档备份，存于）（日語）
  - 官方網站（页面存档备份，存于）（日語）
- OVL文庫官方網站（页面存档备份，存于）（日語）
  - IS特設網站（日語）（2014年1月4天存檔內容）
- 月刊ComicAlive官方網站（页面存档备份，存于）（日語）
- IS〈Infinite Stratos〉動畫官方網站（TBS内）（页面存档备份，存于）（日語）
- IS〈Infinite Stratos〉2動畫官方網站（TBS内）（页面存档备份，存于）（日語）
  - IS〈Infinite Stratos〉的X（前Twitter）
  - IS〈Infinite Stratos〉2的Facebook專頁
- Lantis網路廣播
- PS3 / Vita IS〈Infinite Stratos〉2 Ignition Hearts（页面存档备份，存于）（日語）
- Personal Computer IS〈Infinite Stratos〉Versus Colors（页面存档备份，存于）（日語）
- PS3 / Vita IS〈Infinite Stratos〉2 Love and Purge（页面存档备份，存于）（日語）
- 无限斯特拉托斯2 搜狐视频独播专区（页面存档备份，存于）（简体中文）
- 无限斯特拉托斯2 OVA 搜狐视频独播专区（页面存档备份，存于）（简体中文）